# Maciej Staręga
Maciej Staręga, né le 31 janvier 1990 à Siedlce, est un fondeur polonais, spécialiste du sprint.

## Biographie
Licencié au club UKS Rawa Siedlce, de sa ville natale, il fait ses débuts dans la scène internationale en 2005 dans la Coupe slave, dont il finira deuxième en 2011 et 2012.
Il fait ses débuts en Coupe du monde en novembre 2010 et marque ses premiers points en janvier au sprint libre de Liberec (29e), avant d'être sélectionné pour les Championnats du monde à Oslo. Exclusivement spécialisé dans le sprint, il obtient son premier top dix en style classique en décembre 2013 à Asiago (neuvième). Quelques semaines plus tard, il participe aux Jeux olympiques de Sotchi, où il échoue en qualifications du sprint libre (67e). Il continue de progresser au niveau international avec deux top dix en 2015 et deux autres en 2016, dont une cinquième place au Ski Tour Canada, à Québec, pour sa première finale en sprint à ce niveau.
Aux Championnats du monde 2017 à Lahti, il se qualifie enfin en phase finale d'un sprint en grand championnat, pour se classer huitième (style libre).
En fin d'année 2017, à Davos, il obtient un top 30 sur le sprint, mais se casse une phalange, ce qui interrompt sa saison compétitive.
En février 2018, il court aux Jeux olympiques de Pyeongchang, où il est 36e du sprint classique, 78e du quinze kilomètres libre, résultat qui le fait questionner sur sa présence au sprint par équipes, qu'il participe finalement avec Dominik Bury (13e).
En 2019, il se marie avec la biathlète Monika Hojnisz.

## Palmarès

### Jeux olympiques d'hiver
| Épreuve / Édition  | Épreuve / Édition  | Sotchi 2014                      | Pyeongchang 2018                 |
| Sprint par équipes | Sprint par équipes | 15e                              | 13e                              |
| Sprint libre       | Sprint libre       | 67e                              | Épreuve inexistante à cette date |
| Sprint classique   | Sprint classique   | Épreuve inexistante à cette date | 36e                              |
| 15 km classique    | 15 km classique    | 66e                              | Épreuve inexistante à cette date |
| 15 km libre        | 15 km libre        | Épreuve inexistante à cette date | 78e                              |
| Relais 4 × 10 km   | Relais 4 × 10 km   | 15e                              | -                                |

### Championnats du monde
| Épreuve / Édition           | Sprint                           | Sprint                           | 15 km                            | 15 km                            | Poursuite / Skiathlon 2 × 15 km | 50 km | Relais | Relais    |
| Épreuve / Édition           | libre                            | classique                        | libre                            | classique                        | Poursuite / Skiathlon 2 × 15 km | 50 km | Sprint | 4 × 10 km |
| Mondiaux 2011 Oslo          | 33e                              | Épreuve inexistante à cette date | Épreuve inexistante à cette date | 54e                              | —                               | —     | 18e    | —         |
| Mondiaux 2013 val di Fiemme | Épreuve inexistante à cette date | 41e                              | 57e                              | Épreuve inexistante à cette date | —                               | —     | 12e    | 16e       |
| Mondiaux 2015 Falun         | Épreuve inexistante à cette date | 38e                              | 48e                              | Épreuve inexistante à cette date | —                               | —     | 8e     | 15e       |
| Mondiaux 2017 Lahti         | 8e                               | Épreuve inexistante à cette date | Épreuve inexistante à cette date | Abandon                          | -                               | -     | 10e    | 14e       |
| Mondiaux 2019 Seefeld       | 30e                              | Épreuve inexistante à cette date | Épreuve inexistante à cette date | 59e                              | -                               | -     | 17e    | -         |
| Mondiaux 2021 Oberstdorf    | Épreuve inexistante à cette date | 33e                              |                                  | Épreuve inexistante à cette date | -                               | -     | 10e    | 14e       |

Légende :
- : pas d'épreuve
- — : non disputée par Starega

### Coupe du monde
- Meilleur classement général : 57e en 2017.
- Meilleur résultat individuel : 5e.

#### Classements détaillés
| Saison / Épreuve | Saison / Épreuve | Général | Général | Sprint | Sprint |
| Saison / Épreuve | Saison / Épreuve | Class.  | Points  | Class. | Points |
| ---------------- | ---------------- | ------- | ------- | ------ | ------ |
| 2011             | 2011             | 171e    | 2       | 109e   | 2      |
| 2013             | 2013             | 113e    | 15      | 79e    | 15     |
| 2014             | 2014             | 59e     | 103     | 29e    | 103    |
| 2015             | 2015             | 70e     | 81      | 30e    | 81     |
| 2016             | 2016             | 65e     | 91      | 29e    | 91     |
| 2017             | 2017             | 57e     | 114     | 22e    | 114    |
| 2018             | 2018             | 90e     | 34      | 45e    | 34     |
| 2019             | 2019             | 96e     | 33      | 49e    | 33     |
| 2020             | 2020             | 120e    | 14      | 72e    | 14     |
| 2021             | 2021             | 118e    | 10      | 71e    | 10     |